# Cisticola chiniana
Cisticola chiniana là một loài chim trong họ Cisticolidae.